# Kladje, Gorenja vas-Poljane
Kladje este o localitate din comuna Gorenja vas - Poljane, Slovenia, cu o populație de 52 de locuitori.